# Récifs de l'Astrolabe
Pour les articles homonymes, voir Astrolabe (homonymie).
Ne doit pas être confondu avec Récif de l'Astrolabe.
Les récifs de l'Astrolabe sont deux récifs situés à environ 117 km à l'ouest-nord-ouest d'Ouvéa en Nouvelle-Calédonie, sur la ride des Loyauté. Ces récifs ne sont rattachés à aucune province ni commune.

## Géographie

Carte de la Nouvelle-Calédonie et du Vanuatu.

## Histoire
Ces récifs à fleur d'eau sont connus depuis le passage de Jules Dumont d'Urville en 1827 dans les eaux d'Ouvéa à bord de L'Astrolabe,. Si le nom fait surtout référence au navire L'Astrolabe de Jean-François de La Pérouse qui s'abîma en 1788 dans cette région du monde, il commémore en même temps le navire homonyme de Dumont d'Urville.
Les lignes de base droites et les lignes de fermeture des baies définissant les eaux territoriales françaises adjacentes à la Nouvelle-Calédonie sont définies pour le récif de l'Astrolabe dans le décret du 3 mai 2002.